# Santa Catarina (Sao Tomé-et-Principe)
Pour les articles homonymes, voir Santa Catarina (homonymie).
Santa Catarina est un village de pêcheurs de Sao Tomé-et-Principe situé sur la côte ouest de l'île de São Tomé, dans le district de Lembá, à une quinzaine de kilomètres au sud de Neves. C'est une ancienne roça.

## Population
Lors du recensement de 2012, 1 862 habitants y ont été dénombrés.

## Roça
C'est une ancienne roça, dont la casa principal est dotée d'une tourelle surélevée.

## Enclavement
Le développement économique de la localité est entravé par sa position géographique, dernière zone habitée à l'extrémité d'une route côtière sinueuse, émaillée de cascades et traversant le seul tunnel de l'île. En 2008, le guide touristique Bradt estimait que « peu de visiteurs iraient jusque là ».
Pour relier la population de Santa Catarina, et particulièrement les plus jeunes, au reste du monde, une station de télécommunications y est installée en 2012.

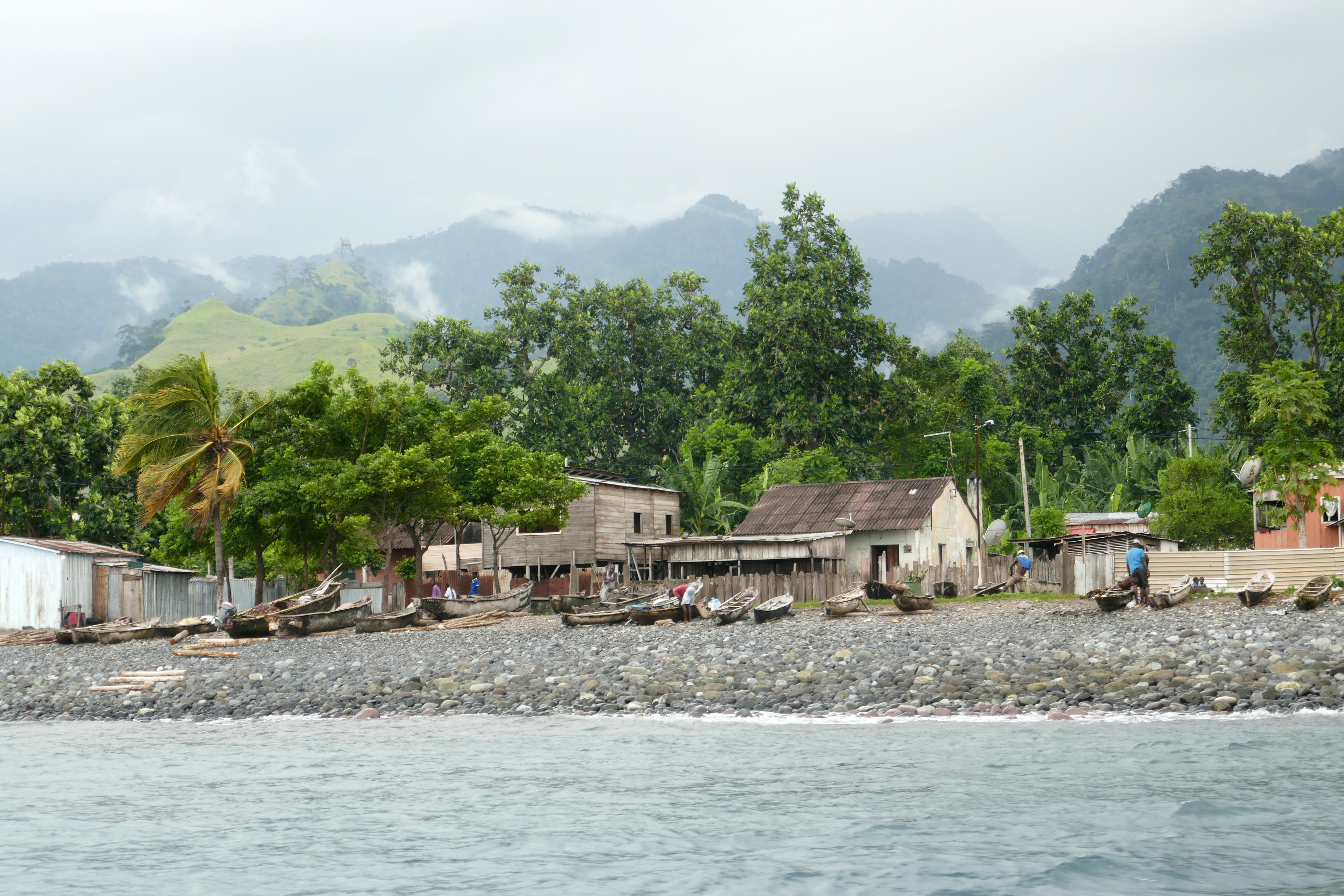
Maisons de pêcheurs.
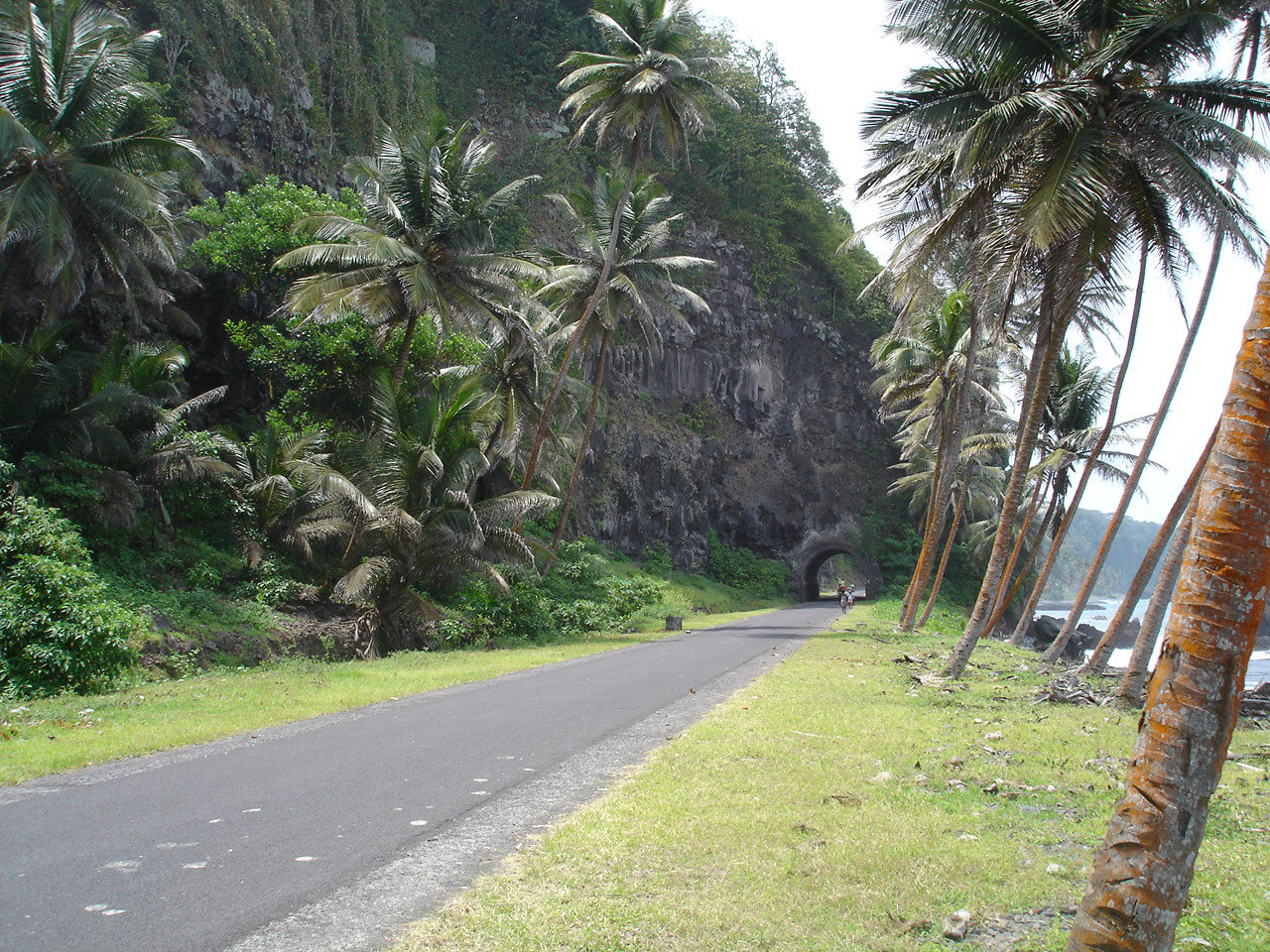
Tunnel.
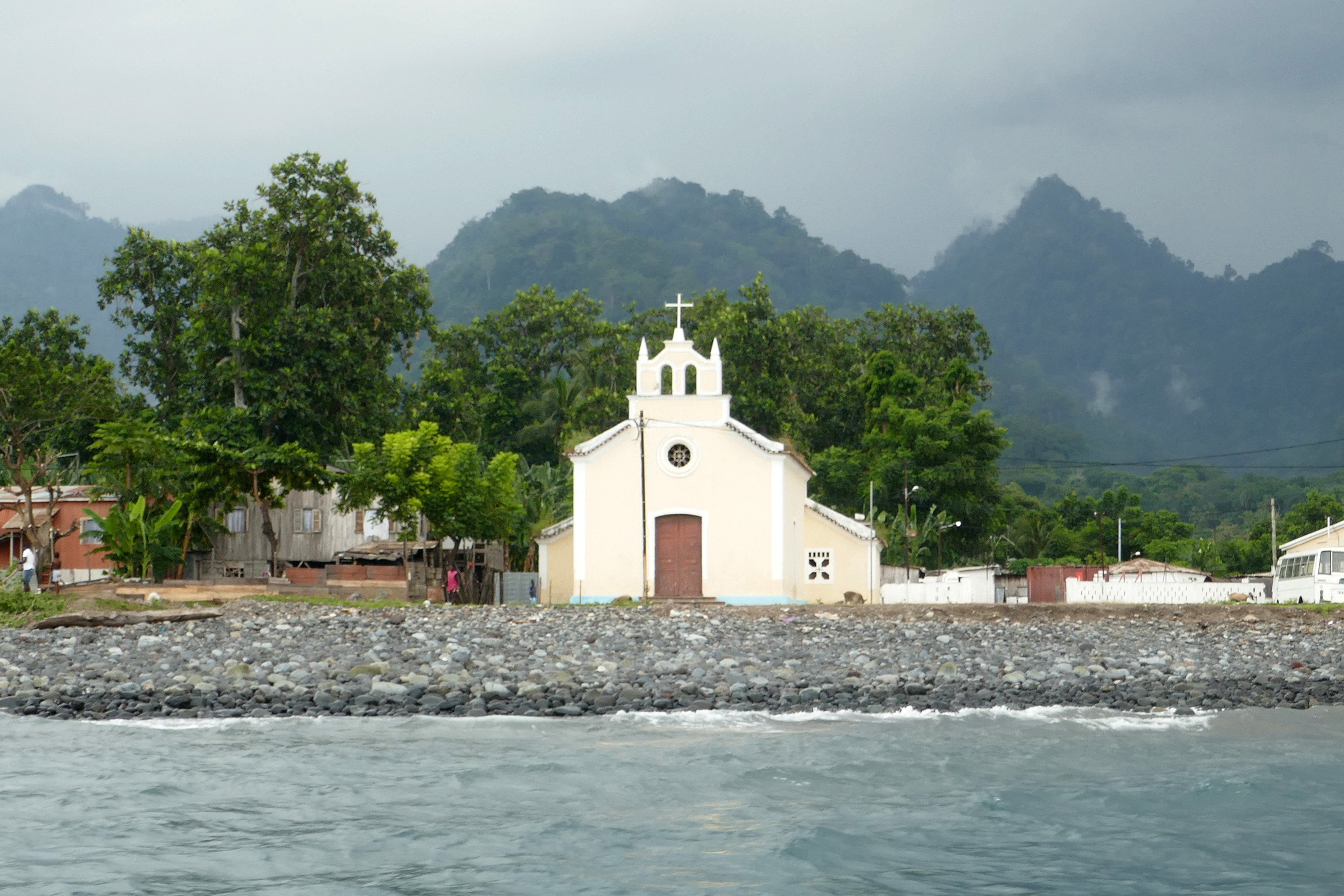
Église Saint-Jean-Baptiste (église catholique).
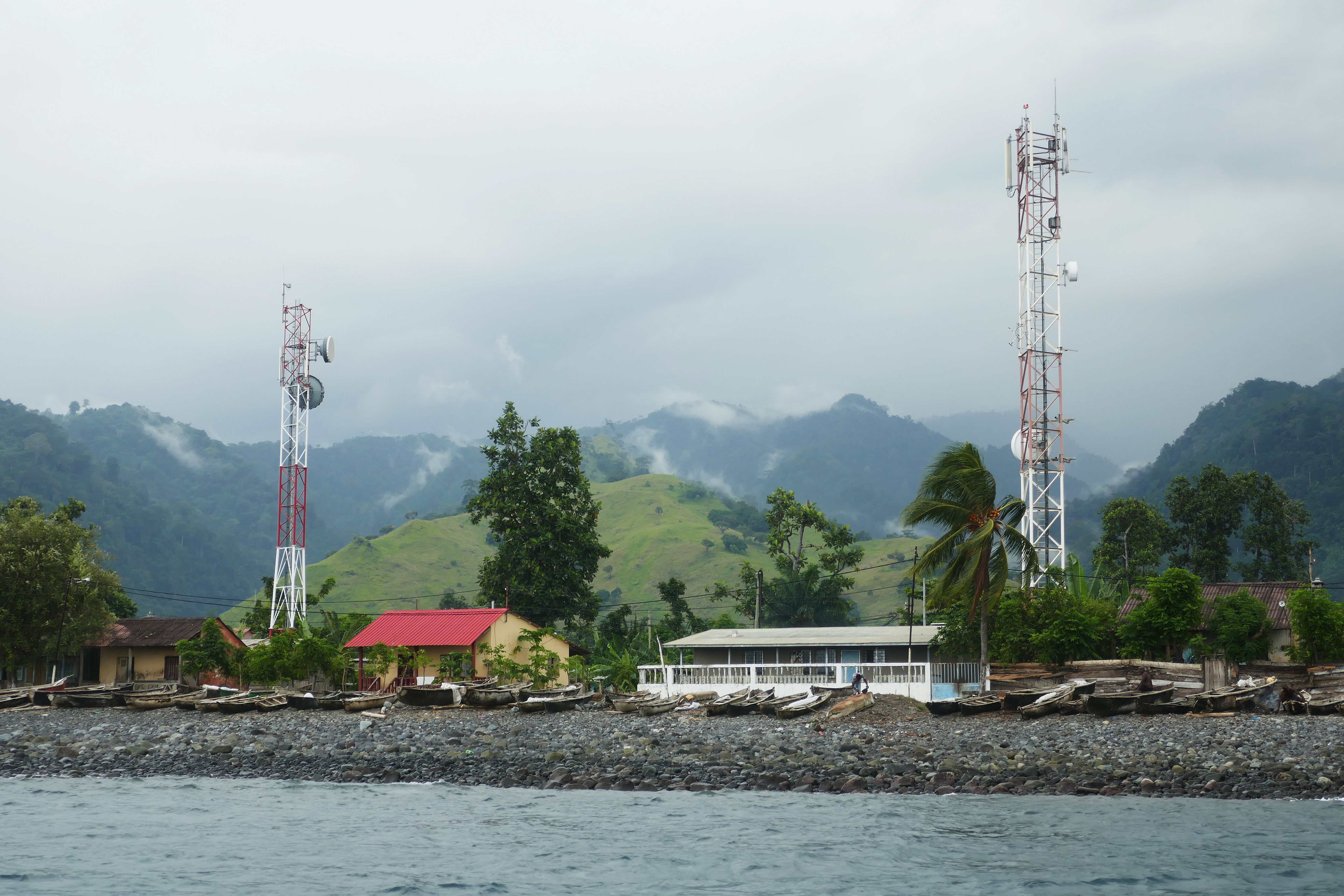
Station de télécommunications.